# David i Betsabé
 David i Bethsabée  (títol original en anglès:David and Bathsheba) és un pèplum estatunidenc dirigit per Henry King, estrenat el 1951. Ha estat doblada al català.

## Argument
Un jove pastor de quinze anys mata el gegant Goliat a cop de fona. Més tard, famós per la seva celebritat, es converteix en el rei David (Gregory Peck) i regna sobre el poble jueu. Avui, les seves tropes assetgen la ciutat ammonita de Rabbath-Ammon. Casat amb Mikhal, David s'enamora d'una dona de gran bellesa que veu mentre pren el seu bany, Betsabé (Susan Hayward). Esposa abandonada d'un oficial del rei, Uries l'hitita, (Kieron Moore) Betsabé es converteix en l'amant de David. Quan li comunica que està embarassada i, el seu marit que és lluny al camp de batalla, s'arrisca segons la llei a ser lapidada per adulteri, el rei decideix per salvar-la enviar Urie en primera línia en el moment culminant de la batalla. Urie mor al combat i el rei es casa amb Betsabé, després d'haver repudiat la seva dona. Natan el profeta li prediu llavors la còlera de Déu i tot el poble exigeix la mort de Betsabé. La sequera i la fam s'abaten sobre el país i Betsabé perd el seu nen poc després del seu naixement.
David reconeix els seus pecats resant davant l'Arca de l'aliança, el cofre sant que conté les Taules de la Llei, i es penedeix. La pluja arriba, David sap que el cel l'ha perdonat.

## Repartiment
- Gregory Peck: El rei David
- Susan Hayward: Betsabé
- Raymond Massey: Natan
- Kieron Moore: Uries l'hitita
- James Robertson Justice: Abishai
- Jayne Meadows: Mikhal
- John Sutton: Ira
- Dennis Hoey: Joab
- Francis X.Buchman: El rei Saül
- Paul Newlan: Samuel
- Holmes Herbert: Jessè, pare de David
- Walter Talun: Goliat
- Gwen Verdon: Una ballarina
- Lumsden Hare: Un vell pastor
- George Zucco: L'ambaixador egipci
- Sean McClory (no surt als crèdits): Ajudant del Rei David

## Al voltant de la pel·lícula
- L'èxit de Samsó i Dalila de Cecil B. DeMille per a la Paramount Pictures havia fet agafar el gust de les superproduccions bíbliques a Hollywood. La posada en producció del Quo Vadis de Mervyn LeRoy per a la Metro-Goldwyn-Mayer va decidir Darryl F. Zanuck, patró de la 20th Century Fox, a produir ell mateix el pròxim gran espectacle del gènere. Va demanar al guionista Philip Dunne d'escriure un guió sobre el rei David.[3] Dunne va desenvolupar tots els períodes de la vida del rei, la seva joventut amb el combat contra Goliat, el seu regnat amb la trobada de Betsabé i la seva vellesa amb la traïció del seu fill Absalom.[3] Però Zanuck no va quedar convençut i li va demanar que treballés en un altre projecte. El guionista el va llançar proposant-li només un títol David i Bethsabé i el productor embalat li va proposar reescriure un guió sobre aquest tema.[3] Jutjat de vegades molt literari,[4] una gran part de la pel·lícula és dialogada en versos,[5] ha donat potser a la pel·lícula un efecte paralitzat.[4]
 Philip Dunne va treballar igualment sobre el guió altres pèplums de la Twentieth Century Fox La túnica sagrada, Demetri i els gladiadors i Sinuhé, l'egipci. Tot i que per a La Túnica, va declarar «tenir de cobertura[4] » al guionista Albert Maltz, figurant a la llista dels Deu de Hollywood i tenint prohibit treballar als Estats Units. Malgrat males crítiques, la pel·lícula va ser un èxit comercial, guanyant més de tres vegades el seu cost de producció de 2.170.000 dòlars.[3]

- Realitzada en ple període d'histèria anticomunista sota la influència del maccarthisme, aquesta obra és també una hàbil denúncia de la guerra com a eina de les tiranies, secretament ajuntades entre elles, per debilitar els seus pobles i així impedir-los aixecar-se contra els seus reals opressors.

- Rodatge en exteriors prop de Nogales, Arizona.

## Crítica
- «Gregory Peck és un sorprenent rei David, escèptic en la seva força i decidit en el remordiment. Pel que fa a Susan Hayward, la seva bellesa no és només física, hi ha en ella alguna cosa de Venus a la seva presa atribuïda[6] »

## Premis i nominacions

### Nominacions
- 1952: Oscar al millor guió adaptat per Philip Dunne
- 1952: Oscar a la millor fotografia per Leon Shamroy
- 1952: Oscar a la millor banda sonora per Alfred Newman
- 1952: Oscar a la millor direcció artística per Lyle R. Wheeler, George W. Davis, Thomas Little I Paul S. Fox
- 1952: Oscar al millor vestuari per Charles Le Maire i Edward Stevenson